# Síntesis del índigo de Baeyer-Drewson
La síntesis del índigo de Baeyer-Drewsen (1882) es una reacción orgánica en la cual se prepara el índigo a partir de o-nitrobenzaldehído y acetona.
La reacción es una condensación aldólica. Como una ruta práctica para obtener índigo ha desplazado la de la anilina.

## Mecanismo
La imagen del mecanismo completo está adjuntada.

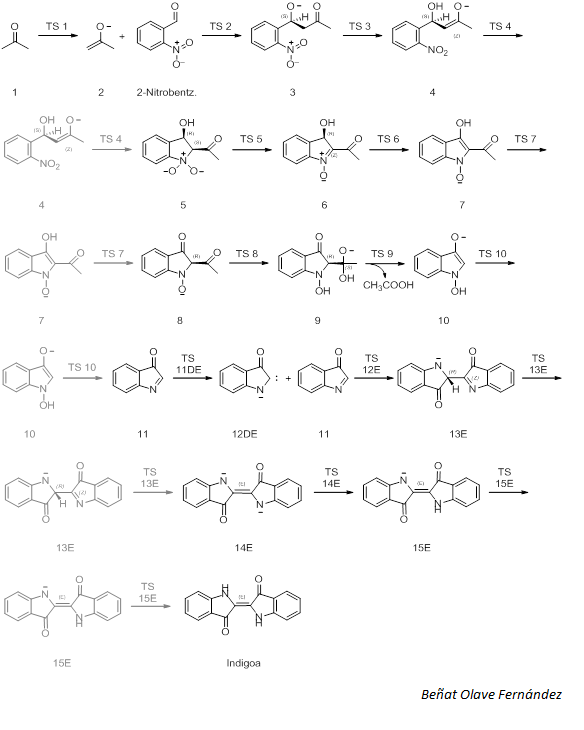
Mecanismo de Síntesis de Baeyer-Drewsen por Beñat Olave